# L'Idée fixe
L'Idée fixe ou Deux hommes à la mer est un dialogue de l'écrivain Paul Valéry écrit en 1932. Il est adapté en pièce de théâtre par Pierre Fresnay et Pierre Franck. La pièce fut créée au Théâtre de la Michodière le 17 janvier 1966.

## Théâtre de la Michodière,1966
Du 17 janvier au 24 septembre 1966 au Théâtre de la Michodière.
207 Représentations
- Adaptation : Pierre Fresnay et Pierre Franck
- Mise en scène : Pierre Franck
- Décors : Jacques Noël
- Musique originale : Georges Delerue
- Personnages et interprètes :
  - Moi : Pierre Fresnay
  - Le docteur : Julien Bertheau

## Théâtre de la Michodière,1970
Du 6 juillet 1970 au 15 août 1970 au Théâtre de la Michodière.
31 Représentations
- Adaptation : Pierre Fresnay et Pierre Franck
- Mise en scène : Pierre Franck
- Décors : Jacques Noël
- Musique originale : Georges Delerue
- Personnages et interprètes :
  - Moi : Pierre Fresnay
  - Le docteur : Julien Bertheau

## Théâtre Hébertot,1990
Du 3 novembre 1990 au 3 janvier 1991 au Théâtre Hébertot.
- Adaptation : Pierre Fresnay et Pierre Franck
- Mise en scène : Bernard Murat
- Décors : Nicolas Sire
- Costumes : Carine Sarfati et Dominique Morlotti
- Personnages et interprètes :
  - Moi : Pierre Arditi
  - Le docteur : Bernard Murat

## Théâtre Édouard VII,2007
Du 19 janvier au 23 juin 2007 au Théâtre Édouard VII
- Adaptation : Pierre Fresnay et Pierre Franck
- Mise en scène : Bernard Murat
- Décors : Nicolas Sire
- Costumes : Carine Sarfati
- Lumières : Laurent Castaingt
- Musique : Benjamin Murat et Manuel Peskine
- Personnages et interprètes :
  - Moi : Pierre Arditi
  - Le docteur : Bernard Murat